# Liste des épisodes de BanG Dream!
 (avril 2025).
Motif : Article à priori non admissible. Sujet principal admissible. Article type BDD. Suggestion : fusion des données dans l'article principal parent
- Archive Wikiwix
- Bing
- Cairn
- DuckDuckGo
- E. Universalis
- Gallica
- Google
- G. Books
- G. News
- G. Scholar
- Persée
- Qwant
- (zh) Baidu
- (ru) Yandex
- (wd) trouver des œuvres sur Wikidata

| 1. | Préciser le motif de la pose du bandeau. | Précisez le motif de la pose du bandeau en utilisant la syntaxe suivante : {{admissibilité à vérifier\|date=avril 2025\|motif=remplacez ce texte par le motif}}                                        |
| 2. | Informer les utilisateurs concernés.     | Pensez à avertir le créateur de l'article, par exemple, en insérant le code ci-dessous sur sa page de discussion : {{subst:avertissement admissibilité à vérifier\|Liste des épisodes de BanG Dream!}} |

Cet article est un complément de l’article sur la franchise BanG Dream!. Il contient la liste des épisodes de la série télévisée d'animation répartie en saisons.

## Saison 1
Cette saison se concentre sur la création du groupe Poppin'Party. Les autres groupes n’apparaissent pas à l'exception des quelques caméo pour Roselia. Cette histoire a également été adaptée dans le jeu en tant que Band Story 0.
| No  | Titre français              | Titre japonais       | Titre japonais      | Date de 1re diffusion |
| No  | Titre français              | Kanji                | Rōmaji              | Date de 1re diffusion |
| --- | --------------------------- | -------------------- | ------------------- | --------------------- |
| 01  | J'ai trouvé!                | 出会っちゃった！     | Deatchatta!         | 21 janvier 2017       |
| 02  | J'ai gaffé!                 | やっちゃった！       | Yatchatta!          | 28 janvier 2017       |
| 03  | J'ai pris la fuite          | 逃げちゃった！       | Nigechatta!         | 4 février 2017        |
| 04  | Je me suis mise en colère!  | 怒っちゃった！       | Okotchatta!         | 11 février 2017       |
| 05  | J'ai eu des palpitations!   | ドキドキしちゃった！ | Dokidoki shichatta! | 18 février 2017       |
| 06  | Je l'ai créé!               | 作っちゃった！       | Tsukutchatta!       | 25 février 2017       |
| 07  | Je me suis disputée!        | ケンカしちゃった！   | Kenka shichatta!    | 4 mars 2017           |
| 08  | J'ai couru!                 | 走っちゃった！       | Hashitchatta!       | 11 mars 2017          |
| 09  | J'ai trouvé un travail!     | バイトしちゃった！   | Baito shichatta!    | 25 mars 2017          |
| 10  | J'ai été surprise!          | 驚いちゃった！       | Odoroichatta!       | 1er avril 2017        |
| 11  | Je n'arrive plus à chanter. | 歌えなくなっちゃった | Utaenakunatchatta   | 8 avril 2017          |
| 12  | J'ai scintillé?             | キラキラしちゃった！ | Kirakira shichatta! | 15 avril 2017         |
| 13  | J'ai chanté!                | 歌っちゃった！       | Utatchatta!         | 22 avril 2017         |
| OAV | On s'est amusées!           | 遊んじゃった！       | Asonjatta!          | 22 novembre 2017      |

## Saison 2
Dans cette saison, une nouvelle année scolaire commence. L'histoire tournera principalement autour des groupes Poppin'Party et Roselia, néanmoins les 3 autres groupes feront aussi de brèves apparitions. Mais, un nouveau groupe pourrait bien faire aussi parler de lui...
| No | Titre français                             | Titre japonais                         | Titre japonais                  | Date de 1re diffusion |
| No | Titre français                             | Kanji                                  | Rōmaji                          | Date de 1re diffusion |
| -- | ------------------------------------------ | -------------------------------------- | ------------------------------- | --------------------- |
| 01 | "Happy Party!"                             | Happy Party!                           | Happy Party!                    | 3 janvier 2019        |
| 02 | "BLACK SHOUT"                              | 黒き咆哮                               | Kuroki hōkō                     | 10 janvier 2019       |
| 03 | "Sing Girls"                               | Sing Girls                             | Sing Girls                      | 17 janvier 2019       |
| 04 | Splendide! Héroïque? Un monde sans soucis! | ゴーカ！ごーかい!?のっびのびワールド！ | Gōka! Gōkai!? Nobbi no Wārudo!" | 24 janvier 2019       |
| 05 | Ring-Dong-Dance pluvieux                   | 雨のRing-Dong-Dance                    | Ame no Ring-Dong-Dance          | 31 janvier 2019       |
| 06 | "You Only Live Once"                       | You Only Live Once                     | You Only Live Once              | 7 février 2019        |
| 07 | Ne pleure pas, ne pleure pas               | ナカナ イナ カナイ                     | Nakana ina kanai                | 14 février 2019       |
| 08 | Tu n'es pas seule                          | ひとりじゃないんだから                 | Hitori janain dakara            | 21 février 2019       |
| 09 | "School Festival Symphony"                 | スクール・フェスティバル・シンフォニー | Sukūru Fesutibaru Sinfonī       | 28 février 2019       |
| 10 | "R·I·O·T"                                  | R·I·O·T                                | R·I·O·T                         | 7 mars 2019           |
| 11 | Larmes d'étoiles                           | ホシノナミダ                           | Hoshi no Namida                 | 14 mars 2019          |
| 12 | "Returns"                                  | Returns                                | Returns                         | 21 mars 2019          |
| 13 | "Kizuna Music"                             | キズナミュージック                     | Kizuna Myūjikku                 | 28 mars 2019          |

## Saison 3
Cette saison est la suite directe de la saison 2. On s’intéresse au nouveau groupe - Raise A Suilen - et à sa rivalité avec Poppin'Party et Roselia. Cette histoire a été adaptée dans le jeu en tant que Band Story 1 de Raise A Suilen.
| No | Titre français                                      | Titre japonais                               | Titre japonais                                    | Date de 1re diffusion |
| No | Titre français                                      | Kanji                                        | Rōmaji                                            | Date de 1re diffusion |
| -- | --------------------------------------------------- | -------------------------------------------- | ------------------------------------------------- | --------------------- |
| 01 | Le meilleur rêve, n'est ce pas!                     | 最高の夢――ですよね！                         | Saikō no yume desu yo ne!                         | 7 janvier 2020        |
| 02 | J'ai peur                                           | おびえてるじゃない                           | Obieteru janai                                    | 14 janvier 2020       |
| 03 | Je ne partirai pas                                  | 帰らん！                                     | Kaeran!                                           | 14 janvier 2020       |
| 04 | Les petites saucisses poulpe                        | タコさんウィンナーだぎゃあ                   | Tako-san uinnā da gyā                             | 21 janvier 2020       |
| 05 | PoPi-V!                                             | ポピブイ！                                   | PoPi-V!                                           | 21 janvier 2020       |
| 06 | This is it.                                         | This is it.                                  | This is it.                                       | 3 mars 2020           |
| 07 | Sauvons les par la musique                          | 音に残しておきたくて                         | Oto ni nokoshite okitakute                        | 3 mars 2020           |
| 08 | Devrions-nous nous reposer maintenant?              | のんびりしていてよいのでしょうか             | Nonbirishite ite yoi no deshou ka                 | 10 mars 2020          |
| 09 | Allons-y, PoPiPa                                    | いくぞポピパ                                 | Ikuzo PoPiPa                                      | 10 mars 2020          |
| 10 | Les chanteuses sont... comme des étoiles...         | ボーカルは……星…                              | Bōkaru wa…… hoshi…                                | 17 mars 2020          |
| 11 | Pareo n'est plus                                    | パレオはもういません                         | Pareo wa mō imasen                                | 17 mars 2020          |
| 12 | Avec Popipa!                                        | ポピパさんと共演や一一一一一一！             | Popipa-san to kyōen'ya!                           | 7 avril 2020          |
| 13 | C'est ... C'est l'ère des grands groupes de filles! | これが……これこそが、大ガールズバンド時代や！ | Kore ga…… Kore koso ga, daigāruzu bando jidai ya! | 7 avril 2020          |

## Films Live
| No | Titre français                  | Titre japonais                  | Titre japonais                  | Date de 1re diffusion |
| No | Titre français                  | Kanji                           | Rōmaji                          | Date de 1re diffusion |
| --- | ------------------------------- | ------------------------------- | ------------------------------- | --------------------- |
| 1 | BanG Dream! FILM LIVE           | BanG Dream! FILM LIVE           | BanG Dream! FILM LIVE           | 13 septembre 2019     |
| Poppin'Party, Afterglow, Pastel＊Palettes, Roselia et Hello, Happy World! font un concert en plein air. |                                 |                                 |                                 |                       |
| 2 | BanG Dream! FILM LIVE 2nd Stage | BanG Dream! FILM LIVE 2nd Stage | BanG Dream! FILM LIVE 2nd Stage | 20 août 2021          |
| Les cinq groupes originaux, rejoints par Raise A Suilen et Morfonica, se produisent dans une plus grande arène. Selon la version, la chanson de collaboration dans la scène post-générique varie : Poppin'Party, Pastel Palettes et Morfonica jouent "Kizunairo no Ensemble" ; Roselia et Afterglow jouent "Kyouen Red x Violet"; Hello, Happy World! et Raise A Suilen interpretent "RASHAPEOPLE!". |                                 |                                 |                                 |                       |

## BanG Dream! Movie
Les 2 premiers films sont centrés sur le groupe Roselia. L'intrigue reprend celles des Band Story 1 & 2, et de l'événement Noble Rose issues du jeu. Le début de l'histoire se déroule en même temps que la saison 1. Le troisième film est une suite inédite à la série.
| No | Titre français                                     | Titre japonais                                        | Titre japonais                                          | Date de 1re diffusion |
| No | Titre français                                     | Kanji                                                 | Rōmaji                                                  | Date de 1re diffusion |
| --- | -------------------------------------------------- | ----------------------------------------------------- | ------------------------------------------------------- | --------------------- |
| 1 | BanG Dream! Movie Episode of Roselia I : Yakusoku  | 劇場版 BanG Dream! Episode of Roselia Ⅰ : 約束        | Gekijouban BanG Dream! Episode of Roselia I : Yakusoku  | 23 avril 2021         |
| Le film suit les deux histoires principales de Roselia et la première partie de l'événement "Noble Rose" du jeu BanG Dream! Girls Band Party!. Malgré leur amitié d'enfance, Yukina et Lisa se sont éloignées alors que la première poursuit la musique dans l'espoir de racheter son père qui a du quitté l'industrie en disgrâce. Elle recrute Sayo, Lisa, Ako et Rinko pour former Roselia, et les cinq développent une camaraderie les unes avec les autres alors qu'elles visent à se produire au prestigieux Future World Fes. Cependant, une mauvaise performance à la Sweet Music Shower incite Yukina à revenir à son attitude dure d'origine, ce qui entraîne une dispute avec Ako et Rinko. Alors que Yukina reçoit de la motivation de Poppin'Party après avoir assisté à leur spectacle, les quatre autres expriment leur amour pour le groupe et font amende honorable. Après un concert réussi, Lisa réfléchit à son rôle dans le groupe et essaie d'écrire des paroles exprimant ses sentiments. Après que Yukina ait rejeté son brouillon initial, Lisa se souvient de sa jeunesse avec Yukina et écrit de nouvelles paroles, que Yukina chante et proclame quelle seront jouées par le groupe lors de leur prochain spectacle. |                                                    |                                                       |                                                         |                       |
| 2 | BanG Dream! Movie Episode of Roselia II: Song I am | 劇場版 BanG Dream! Episode of Roselia II : Song I am. | Gekijouban BanG Dream! Episode of Roselia II: Song I am | 25 juin 2021          |
| Le film suit les deuxième et troisième parties de l'événement "Noble Rose" du jeu BanG Dream! Girls Band Party!. Alors que Roselia se prépare pour le concert de qualification pour Future World Fes, Rinko écrit une nouvelle chanson. Malgré son enthousiasme pour l'événement, Ako s'inquiète de l'avenir de Roselia après la FWF. Lorsqu'elle exprime ses inquiétudes la veille du spectacle, les autres la rassurent en expliquant que le FWF soit l'objectif immédiat le plus proche du groupe, l'incertitude de l'avenir présente plus de sommets à gravir. Lors des qualifications, Roselia interprète les chansons de Lisa et Rinko et gagne finalement. Avant FWF, Yukina écrit une chanson qui établit des comparaisons avec "Louder", que son père avait écrite et a été cooptée par Roselia comme marque de commerce de sa discographie, ce qui l'a incitée à déclarer que FWF serait la dernière fois qu'elle serait interprétée. À la FWF, Roselia joue également "Neo-Aspect", qui symbolise le présent, et le nouveau morceau "Song I am.", mettant en avant le futur. Après le spectacle, Yukina remercie son père d'avoir soutenu sa carrière, et il présente ses meilleurs vœux pour les futurs efforts du groupe.           |                                                    |                                                       |                                                         |                       |
| 3 | BanG Dream! Movie - Poppin' Dream!                 | 劇場版 BanG Dream! ぽっぴん'どりーむ!                 | Gekijouban BanG Dream! Poppin'Dream !                   | 1er janvier 2022      |
| Poppin’Party est invité, avec d’autres groupes, à se représenter à l’étranger ! L’occasion est trop belle et nos héroïnes sautent dessus. Toutefois, si le voyage se déroule sans encombre, le séjour, lui, risque d’être un peu plus mouvementé. |                                                    |                                                       |                                                         |                       |

## BanG Dream! OAVs
Ces 2 épisodes sont sortis pour célébrer le 5ème anniversaire de la franchise.
| No | Titre français                                                                    | Titre japonais                                                                            | Titre japonais                                                                  | Date de 1re diffusion |
| No | Titre français                                                                    | Kanji                                                                                     | Rōmaji                                                                          | Date de 1re diffusion |
| --- | --------------------------------------------------------------------------------- | ----------------------------------------------------------------------------------------- | ------------------------------------------------------------------------------- | --------------------- |
| 1 | BanG Dream! Girls Band Party! 5th Anniversary Animation -CiRCLE THANKS PARTY!- #1 | バンドリ！ ガールズバンドパーティ！ 5th Anniversary Animation -CiRCLE THANKS PARTY！- ＃1 | Bandori! Gārusu Bando Pāti! 5th Anivāsarī Animation - CiRCLE Sankusu Pāti! - #1 | 10 mars 2022          |
| Marina suggère d'organiser une fête pour remercier tout les supporters de CiRCLE, à laquelle les sept groupes acceptent de se joindre. Pendant que CHU² écrit une chanson que tout le monde interprétera ensemble, les filles discutent de la façon dont elles contribueraient à la fête, ainsi que de la façon dont la musique les a changées : Poppin'Party prévoit de vendre des cornets au chocolat, Masuki et Rokka réfléchissent à leurs évolutions personnelles depuis qu'elles ont rejoint Raise A Suilen, tandis que Tae et Rei expriment leur gratitude pour s'être réunis. Sayo et Hina, qui ont toutes deux des obligations professionnelles les empêchant de répéter la chanson avec les autres, promettent de faire jouer leurs groupes ensemble à l'avenir. Après avoir soumis leurs paroles à CHU², les filles se dirigent vers CiRCLE, où une scène extérieure a été construite, et aident à la mise en place de l'événement en peignant son logo, en faisant de la publicité et en créant des teru teru bōzu d'elles-mêmes en prévision. La veille du spectacle, Pastel Palettes et Roselia arrivent à temps pour organiser une répétition commune. Pendant qu'ils répètent, des gouttes de pluie commencent à tomber. |                                                                                   |                                                                                           |                                                                                 |                       |
| 2 | BanG Dream! Girls Band Party! 5th Anniversary Animation -CiRCLE THANKS PARTY!- #2 | バンドリ！ ガールズバンドパーティ！ 5th Anniversary Animation -CiRCLE THANKS PARTY！- ＃2 | Bandori! Gārusu Bando Pāti! 5th Anivāsarī Animation - CiRCLE Sankusu Pāti! - #2 | 17 mars 2022          |
| Une puissante tempête nocturne endommage la scène et son logo central. Les filles décident de réparer la scène tout en répétant. Les groupes s'alternent entre répétition, nettoyage et installation des stands pour le festival. L'événement commence par Hello, Happy World ! exécutant des tours avant de participer au jeu de lancer d'anneaux de Morfonica, Poppin'Party et Afterglow exploitant respectivement une boulangerie et un café, Pastel Palettes faisant des photos et les autres continuant à travailler sur scène. A la tombée de la nuit, les filles interprètent leur chanson de collaboration, pour le plus grand plaisir de la foule. À la fin de la représentation, Marina félicite les groupes et son collègue (le protagoniste dans le jeu Girls Band Party!) pour leur travail acharné. |                                                                                   |                                                                                           |                                                                                 |                       |

## BanG Dream! Morfonication
Ces 2 épisodes nous présentent le groupe Morfonica. L'histoire se situe après la saison 3.
| No | Titre français        | Titre japonais | Titre japonais       | Date de 1re diffusion |
| No | Titre français        | Kanji          | Rōmaji               | Date de 1re diffusion |
| --- | --------------------- | -------------- | -------------------- | --------------------- |
| 1 | Summer Morfonica Plan | 夏モニカ計画   | Natsu Monika keikaku | 28 juillet 2022       |
| Les membres de Morfonica sont excités à l'idée de vacances d'été bien remplies. Pendant ce temps, Tôko planifie secrètement ce qu'elle appelle le « Plan Morfonica d'été» avec Nanami et Tsukushi.                                              |                       |                |                      |                       |
| 2 | Shining days          | Shining days   | Shining days         | 29 juillet 2022       |
| Mashiro se sent déprimée par sa rencontre avec ses anciennes camarades de classe. Les autres membres de Morfonica essaient de l'aider. Les vacances d'été commencent et elles organisent le "Camp Tsukinomori" pour créer une nouvelle chanson. |                       |                |                      |                       |

## BanG Dream! It's MyGO!!!!!
Série spin-off dans le même univers, centré sur le groupe MyGO!!!!! Chronologiquement, l'intrigue se déroule après tout ce qui a déjà été diffusé. On a également changé d’année scolaire. 
| No | Titre français                    | Titre japonais             | Titre japonais                    | Date de 1re diffusion |
| No | Titre français                    | Kanji                      | Rōmaji                            | Date de 1re diffusion |
| --- | --------------------------------- | -------------------------- | --------------------------------- | --------------------- |
| 1 | La fille mystérieuse de Haneoka   | 羽丘の不思議ちゃん         | Haneoka no fushigi-chan           | 29 juin 2023          |
| Anon Chihaya, une nouvelle élève au lycée pour filles Haneoka. Celle-ci fait la rencontre de Tomori Takamatsu, avec qui elle se rapproche doucement, au point de l'inviter à rejoindre le groupe qu'elle est en train de monter.                                                                                        |                                   |                            |                                   |                       |
| 2 | Je ne t'inviterais plus           | もう誘わない               | Mō sasowanai                      | 29 juin 2023          |
| Alors qu'elle essayait de rattraper Tomori, Anon se fait arrêter par une fille inconnue, qui semble voir d'un mauvais œil la proposition qu'elle vient de lui faire. Peu après, elle finit par en apprendre un peu plus sur le passé de son amie.                                                                       |                                   |                            |                                   |                       |
| 3 | CRYCHIC                           | CRYCHIC                    | CRYCHIC                           | 29 juin 2023          |
| Nous plongeons dans le passé du groupe CRYCHIC. Tomori Takamatsu est une jeune fille solitaire, qui se demande comment se lier aux autres. Elle rencontre alors une jeune fille nommée Sakiko Togawa au cours d'un quiproquo. Cette dernière lui présente alors ses amies, qui formeront son futur groupe de musique... |                                   |                            |                                   |                       |
| 4 | Pour la vie ?                     | 一生だよ！？               | Isshō da yo                       | 6 juillet 2023        |
| Après en avoir appris plus sur la situation de Tomori, Anon réessaye de convaincre cette dernière de rejoindre le groupe qu'elle monte, mais comment trouver les bons mots ? C'est alors qu'elle se retrouve face à une condition pour le moins inattendue.                                                             |                                   |                            |                                   |                       |
| 5 | Je ne m'enfuis pas!               | 逃げてない！               | Nigetenai!                        | 13 juillet 2023       |
| Anon et les membres de CRYCHIC continuent à se demander ce qu'elles peuvent faire en vue de faire progresser leur groupe. Il se décide alors que nos héroïnes donneront un concert. Mais pendant ce temps, Anon retombe nez à nez avec d'anciennes camarades de classe, et son passé la rattrape...                     |                                   |                            |                                   |                       |
| 6 | Pourquoi, après tout cela ?       | なんで今更                 | Nande imasara                     | 20 juillet 2023       |
| Nos héroïnes continuent tant bien que mal leurs répétitions, même si les opinions divergent quant à la méthodologie. Le groupe se retrouve alors en proie au conflit, mettant en péril sa cohésion, ce qui inquiète tout particulièrement Soyo.                                                                         |                                   |                            |                                   |                       |
| 7 | Même quand le concert prendra fin | 今日のライブが終わっても   | Kyō no raibu ga owatte mo         | 27 juillet 2023       |
| Le jour J est enfin arrivé pour notre groupe et tout le monde stresse dans les loges. Malgré tout, nos héroïnes sont bien déterminées à donner la meilleure prestation possible. |                                   |                            |                                   |                       |
| 8 | Pourquoi                          | どうして                   | Doushite                          | 3 août 2023           |
| Soyo demande pourquoi le groupe a décidé de jouer Ombre au printemps, alors même que Sakiko était présente dans le public. Une dispute éclate alors au sein du groupe et nos héroïnes réfléchissent chacune de leur côté pour résoudre le problème.                                                                     |                                   |                            |                                   |                       |
| 9 | Rupture                           | 解散                       | Kaisan                            | 10 juillet 2023       |
| Alors que Soyo ne donne plus signe de vie au groupe, Anon décide d'aller directement à sa rencontre pour avoir des explications, mais en vain. Taki va donc elle-même chercher des explications, mais elle est loin de s'attendre à ce que son amie va lui dire.                                                        |                                   |                            |                                   |                       |
| 10 | Toujours perdues                  | ずっと迷子                 | Zutto maigo                       | 17 août 2023          |
| Après les différents ayant eu lieu, Anon semble avoir renoncé au groupe, ce qui n'est pas le cas de Tomori, réussit à la convaincre de revenir. Toutefois, Soyo manque toujours à l'appel. |                                   |                            |                                   |                       |
| 11 | Malgré tout                       | それでも                   | Soredemo                          | 24 août 2023          |
| Désormais réconciliées après le concert, nos héroïnes doivent réfléchir à comment mener leur groupe nouvellement reformé. Bien qu'en apparence, tout semble bien se passer, il reste certains doutes à dissiper. |                                   |                            |                                   |                       |
| 12 | It's my go!!!!!                   | It’s my go!!!!!            | It’s my go!!!!!                   | 31 août 2023          |
| Le jour du concert est arrivé pour nos héroïnes, c'est l'occasion ou jamais de montrer le fruit de leur entraînement, ainsi que de mettre un terme aux quelques doutes qui semblent subsister. |                                   |                            |                                   |                       |
| 13 | La seule à qui faire confiance    | 信じられるのは我が身ひとつ | Shinjirareru no ha wagami hitotsu | 14 septembre 2023     |
| Nos héroïnes profitent d'un moment d'accalmie après le concert pour se réunir et réaffirmer leur volonté de mener leur groupe jusqu'au bout. Pendant ce temps, le groupe Ave Mujica se prépare à monter sur scène. |                                   |                            |                                   |                       |

## BanG Dream! Ave Mujica
Suite de la série précédente, centré sur le groupe Ave Mujica.
| No | Titre français                 | Titre japonais | Titre japonais      | Date de 1re diffusion |
| No | Titre français                 | Kanji          | Rōmaji              | Date de 1re diffusion |
| --- | ------------------------------ | -------------- | ------------------- | --------------------- |
| 1 | Sous rose.                     |                | Sub rosa.           | 2 janvier 2025        |
| Ave Mujica gagne en popularité et Nyamu suggère de révéler leurs identités pour attirer davantage l'attention, bien que Sakiko s'oppose à l'agacement de Nyamu. Après qu'Uika ait exprimé sa gratitude d'avoir été invitée au groupe, Sakiko part pour raccompagner son père chez lui et réfléchit à la façon dont elle a été inspirée à former CRYCHIC après avoir regardé Morfonica jouer tout en pleurant le décès de sa mère. |                                |                |                     |                       |
| 2 | Le résultat prouve les actes.. |                | Exitus acta probat. | 9 janvier 2025        |
| MyGO!!!!! discute des identités d'Ave Mujica et Tomori s'inquiète pour Sakiko. Sakiko devient furieuse de l'imprudence de Nyamu tandis que Mutsumi est traumatisée par le fait que son passé familial célèbre soit rendu public, ce que Nyamu exploite. Le groupe donne plus tard des interviews pour promouvoir leur prochaine tournée, au cours desquelles Mutsumi, mal à l'aise, déclare impulsivement qu'ils vont se séparer. Nyamu la réprimande et Sakiko lui rappelle d'agir de manière professionnelle avant de donner plus de travail, ce qui met encore plus Mutsumi à rude épreuve. Pendant ce temps, Uika voit Sakiko dormir dans leur bureau et l'invite chez elle. Lors du premier concert de leur tournée, Mutsumi, dissociée, souffre d'une crise de panique et s'effondre au milieu de sa prestation, stupéfiant ses camarades de groupe. |                                |                |                     |                       |